# 御前埼燈塔
御前埼燈塔（日语：／ Omaesaki tōdai）為日本静岡縣御前崎市御前崎最南端的白色燈塔。周邊為御前崎遠州灘縣立自然公園。為「日本燈塔50選」中入圍燈塔之一。

## 歷史
- 1872年（明治5）5月26日開工。
- 1874年（明治7）5月1日完工。
- 1981年（昭和56）、設置無線方位信號所（Ray mark beacon）。
- 1983年（昭和58年）從1月到3月之間實施燈塔補強工事。

## 燈塔結構與行政諸元

### 燈塔結構諸元
- 航路標識番號：2495 [F6228]。
- 塔身塗色・構造：塔身白色，塔構造為磚造。
- 燈器：第3等菲涅耳透鏡式。
- 燈質：單閃白光（毎10秒1閃光）。
- 實効光度：56萬cd。
- 光程：19.5浬＜約36km＞。
- 明弧：從221度至104度。
- 塔高＜地上～塔頂＞：22.47m。（全日本排名第2位）
- 燈高＜平均海面～燈火＞：54.0m。
- 燈塔座標：北緯34度35分45.31秒、東經138度13分32.77秒。

### 燈塔行政諸元
- 管轄機關：日本海上保安廳第3管區海上保安本部。
- 初點燈：1874年（明治7年）5月1日。
- 所在地：静岡縣御前崎市御前崎1581。

## 附屬施設
- 無線方位信號所（Ray mark beacon）

## 電影「亦喜亦悲幾度秋」之場景
御前埼燈塔成為木下惠介監督、佐田啓二・高峰秀子主演的電影「亦喜亦悲幾度秋」（1957年松竹作品）之劇中場景，因而御前埼燈塔也緣於此電影而聞名。

## 關連項目
- 燈塔
- 日本保存燈塔
- 日本開放參觀燈塔
- 日本燈塔50選

## 外部連結
- （日語）第三管区海上保安本部 Japan 3rd Regional Coast Guard Headquarters （页面存档备份，存于）
- （日語）御前崎と御前埼灯台（静岡県）
- （日語）灯台用語集Ｆ （页面存档备份，存于）
- （日語）御前埼灯台youtube影片
- （日語）YouTube上的喜びも悲しみも幾歳月(若山彰)